# John Carl Buechler
John Carl Buechler (n. 18 iunie 1952, Belleville, Illinois, SUA – d. 17 martie 2019, Los Angeles, California, SUA) a fost un regizor american de film, actor, machior și artist de efecte speciale. S-a născut în Belleville, Illinois. Este probabil cel mai cunoscut pentru regizarea filmului Friday the 13th Part VII: The New Blood și pentru efectele sale speciale din From Beyond.

## Filmografie

### Ca regizor
- The Dungeonmaster (1984)
- Troll (1986)
- Cellar Dweller (1988)
- Friday the 13th Part VII: The New Blood (1988)
- Ghoulies III: Ghoulies Go to College (1991)
- Watchers Reborn (1998)
- A Light in the Forest (2002)
- Deep Freeze (2003)
- Curse of the Forty-Niner (2003)
- Grandpa's Place (2004)
- Saurian (2006)
- The Strange Case of Dr. Jekyll and Mr. Hyde (2006)
- The Eden Formula (2006)
- Dark Star Hollow (2011)
- Troll (TBA)

### Producător
- Troll (2012)

### Scenarist
- The Dungeonmaster (1984)
- Troll (1986) (nemenționat)
- Saurian (2006)
- The Eden Formula (2006)
- Troll (TBA)

### Actor
- Hatchet (2006) (Jack Cracker)
- Hatchet II (2010) (Jack Cracker)